# Бараньи рога (буква)
Ɤ, ɤ (бараньи рога) — буква расширенной латиницы, символ МФА.

## Использование
Буква ɤ была введена в МФА в 1921 году для обозначения неогублённого гласного заднего ряда средне-верхнего подъёма взамен ранее использовавшейся капительной перевёрнутой A (Ɐ), затем окончательно утверждена в 1928 году. До 1989 года имела вид капительной гаммы (), однако её начертание было изменено на , чтобы избежать путаницы с собственно гаммой (ɣ).
Также используется в языках восточный дан и гоо в Кот-д’Ивуаре.